# Salomon Biokou
Pour les articles homonymes, voir Biokou.
Salomon Biokou, né le 7 février 1902 à Porto-Novo au Dahomey (actuel Bénin) et mort le 2 octobre 2008 dans la même ville, est un instituteur, inspecteur de l'enseignement primaire, directeur d'école et homme politique béninois.

## Biographie

### Jeunesse, études et début professionnel
Salomon Biokou naît le 7 février 1902 à Porto-Novo au Dahomey (actuel Bénin). Après avoir obtenu son certificat d'études primaires, il réalise ses études secondaires dans sa ville natale, à l'École primaire supérieure Victor-Ballot ; il fait partie de la promotion 1926. Il travaille pendant un an au Trésor public en tant que comptable, puis finit par intégrer l'École normale William-Ponty à Gorée, au Sénégal. Il en sort diplômé instituteur en 1933, avec la mention assez bien,. Il rentre au Dahomey pour exercer sa profession et obtient son affectation à Porto-Novo en septembre 1933.
Par application du décret du 23 juillet 1937, stipulant les conditions d'admission à la qualité de citoyen français aux « indigènes de l'AOF », et après publication au Journal officiel de la République française du 10 décembre 1939, Salomon Biokou se voit accorder la nationalité française ce même mois.
Le 5 janvier 1953, Salomon Biokou devient le directeur d'un nouvel établissement scolaire à Porto-Novo, l'école publique de Foun-Foun.

### Carrière professionnelle et politique
Lorsque Salomon Biokou s'engage politiquement, il le fait tout d'abord localement, dans sa ville natale. Il devient conseiller municipal et premier adjoint au maire de Porto-Novo de 1957 à 1962,.
Fort de cette expérience, il se porte candidat aux élections territoriales dans la circonscription de Porto-Novo, sous l'étiquette du Parti républicain dahoméen (PRD) et est élu conseiller territorial le 31 mars 1957. En avril 1959, il se présente de nouveau aux élections de l'Assemblée devenue législative et à la suite de sa victoire, devient député PRD de la circonscription du Sud-Est,. Il est élu, par ses pairs, le 25 avril 1959, au bureau de l'Assemblée législative en tant que premier vice-président.
Salomon Biokou est désigné comme conseiller aux affaires politiques d'un nouveau parti politique créé le 13 novembre 1960, le Parti dahoméen de l'unité (PDU). Il est également secrétaire général du parti pour la région de Porto-Novo. En décembre 1960, le Dahomey, devenu indépendant le 1er août dernier, prépare ses premières élections législatives en tant qu'État souverain. Représentant le PDU, Salomon Biokou brigue un troisième mandat et parvient à conserver son siège de député. Il est, de plus, maintenu à sa fonction de premier vice-président à l'Assemblée nationale constituante. Il prend la vice-présidence de la commission de la politique centrale et de la législation.
Parallèlement à ses activités de député, Salomon Biokou reste dans la fonction publique et est promu, au début des années soixante, inspecteur de l'enseignement primaire.
Le 9 décembre 1961, Hubert Maga, le président de la République, dissout les conseils municipaux des communes de Porto-Novo, Cotonou, Ouidah, Abomey et Parakou. Il crée provisoirement des délégations spéciales pour remplacer ces derniers et nomme Salomon Biokou membre de celle de Porto-Novo.
Face à un contexte économique et social tendu qui mine le pays, l'armée s'empare du pouvoir le 28 octobre 1963 et pousse Hubert Maga à la démission. Le colonel Christophe Soglo prend la tête d'un gouvernement provisoire, dissout les institutions républicaines et suspend la Constitution. Christophe Soglo souhaite une période militaire transitoire de courte durée et un retour rapide à un régime civil, après l'élaboration d'une nouvelle Constitution. Pour cela, il met en place une commission constitutionnelle nationale, constituée « d'experts, de représentants de toutes les régions et de familles spirituelles du Dahomey, de représentants des syndicats, des mouvements de jeunesse » chargée d'étudier l'avant-projet de Constitution arrêté par le gouvernement provisoire. Salomon Biokou est membre de cette commission. La nouvelle Constitution est soumise au référendum le 5 janvier et promulguée le 11 janvier 1964.
De nouvelles élections législatives sont organisées, Salomon Biokou se présente sur la liste du Parti démocratique dahoméen (PDD), seul parti autorisé à participer, et est élu député le 19 janvier 1964. Il est aussi choisi pour occuper le poste de deuxième vice-président. Il reste député jusqu'au 22 décembre 1965, lorsque le général Christophe Soglo réalise un nouveau coup d'État et dissout l'Assemblée nationale. Salomon Biokou se retire alors de la vie politique nationale pour se dédier à l'administration municipale de Porto-Novo. Il est d'ailleurs sans tarder sollicité par Christophe Soglo qui le nomme en avril 1966 au conseil urbain de sa circonscription.
À la fin des années soixante, retraité de l'administration publique, Salomon Biokou fonde, avec un capital de 450 000 francs CFA, un cours d'enseignement avec internat situé à Porto-Novo, dans le quartier Foun-Foun. Il s'agit du collège d'enseignement moyen général Louis Hunkanrin qu'il baptise ainsi en l'honneur d'un homme pour qui il voue un profond respect,,.
Malgré les années passant, les différents chefs d'État qui se succèdent continuent à le consulter pour l'expérience et la sagesse qu'ils lui reconnaissent. Ainsi, en septembre 1971, Hubert Maga, l'invite à rejoindre l'Assemblée consultative nationale, qui a pour mission de faire au gouvernement, toutes propositions utiles en matière politique, économique et social. Il intègre en juin 1972 le conseil consultatif départemental de l'Ouémé. Mathieu Kérékou le nomme en août 1988 membre du conseil de l'ordre national du Bénin et l'établit grand chancelier de l'ordre national du Bénin par intérim le 10 mai 2004.

### Mort et hommages
Salomon Biokou meurt le 2 octobre 2008 à Porto-Novo à l'âge de 106 ans. Des obsèques nationales lui sont réservées. Il est inhumé dans un mausolée bâti au sein du domaine familial à Houègbokomè à Porto-Novo.

## Quelques publications
Au cours de sa carrière, Salomon Biokou est correspondant pour le journal France-Dahomey pour lequel il écrit régulièrement des articles, notamment sur la vie à Porto-Novo ou au cours de ses voyages hors du Dahomey.
- « Fiançailles », France-Dahomey, no 1336,‎ 4 mars 1948, p. 2 (lire en ligne).
- « Le fétiche Gbèloko célèbre son anniversaire », France-Dahomey, no 8,‎ 31 mai 1949, p. 4 (lire en ligne).
- « La Tabaski ou le sacrifice des moutons », France-Dahomey, no 55,‎ 5 octobre 1949, p. 2 (lire en ligne).
- « Le carnaval brésilien à Porto-Novo », France-Dahomey, no 10,‎ 6 février 1952, p. 4 (lire en ligne).
- « Les grands travaux de la commune de Porto-Novo », France-Dahomey, no 12,‎ 13 février 1952, p. 3 à 4 (lire en ligne).
- « Un dispensaire va être construit à Kétonou », France-Dahomey, no 24,‎ 26 mars 1952, p. 3 (lire en ligne).
- « Nouvel éclairage des rues de Porto-Novo », France-Dahomey, no 41,‎ 21 mai 1952, p. 3 (lire en ligne).
- « Inauguration de la pouponnière de Porto-Novo », France-Dahomey, no 35,‎ 2 mai 1953, p. 4 (lire en ligne).
- « Le culte des morts à Porto-Novo », France-Dahomey, no 44,‎ 2 juin 1953, p. 4 (lire en ligne).
- « Maholoud », France-Dahomey, no 94,‎ 24 novembre 1953, p. 4 (lire en ligne).
- « Vers Nantes et Saint-Nazaire », France-Dahomey, no 30,‎ 23 avril 1954, p. 4 (lire en ligne).

## Distinctions
- Officier de l'ordre national du Dahomey (1962)[30].
- Commandeur de l'ordre national du Dahomey (1967)[31].
- Grand officier de l'ordre national du Dahomey (1972)[n 6],[31].
- Grand-croix de l'ordre national du Bénin (2004), en qualité de grand chancelier, élevé d'office à la dignité de grand-croix, selon la loi no 86-010 du 26 février 1986 portant création de l'ordre national du Bénin.